# Wörschach
Wörschach osztrák község Stájerország Liezeni járásában. 2017 januárjában 1111 lakosa volt. 

## Elhelyezkedése

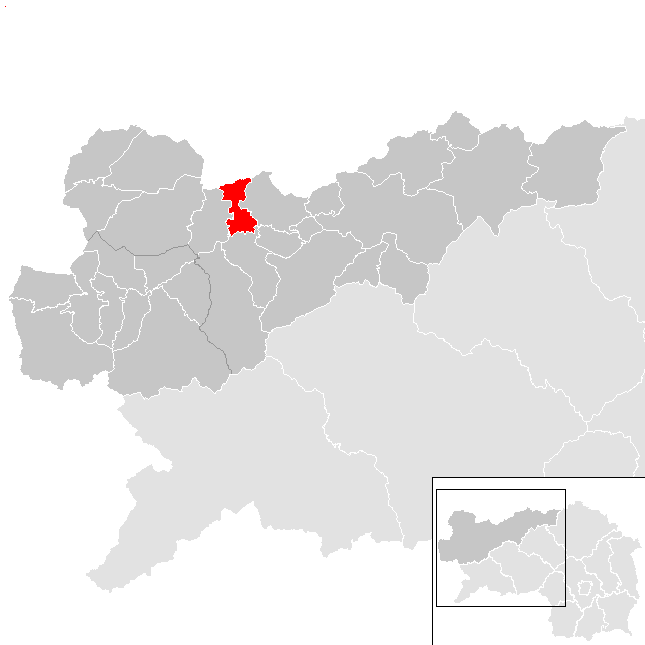
Wörschach a Liezeni járásban

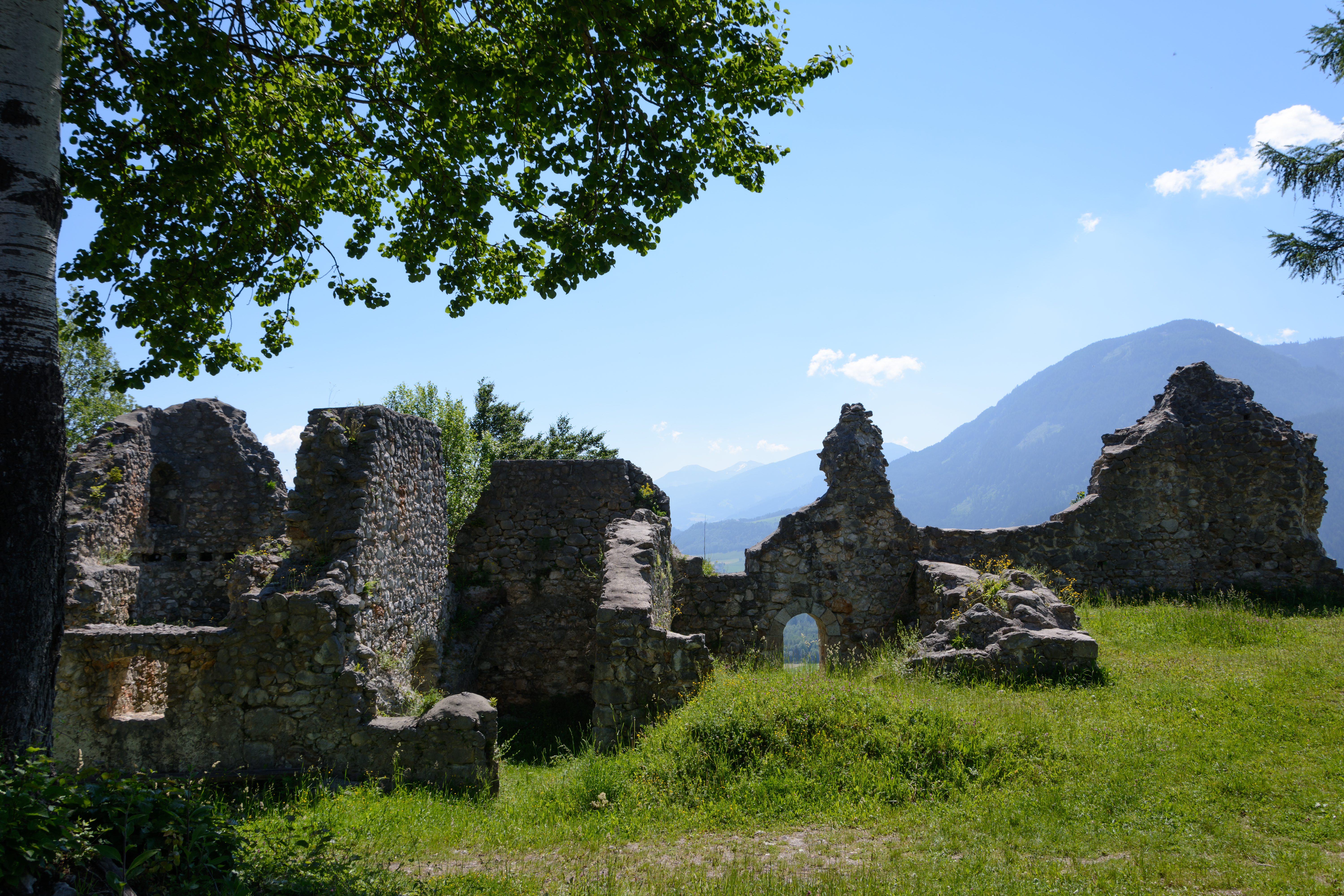
Wolkenstein várának romjai

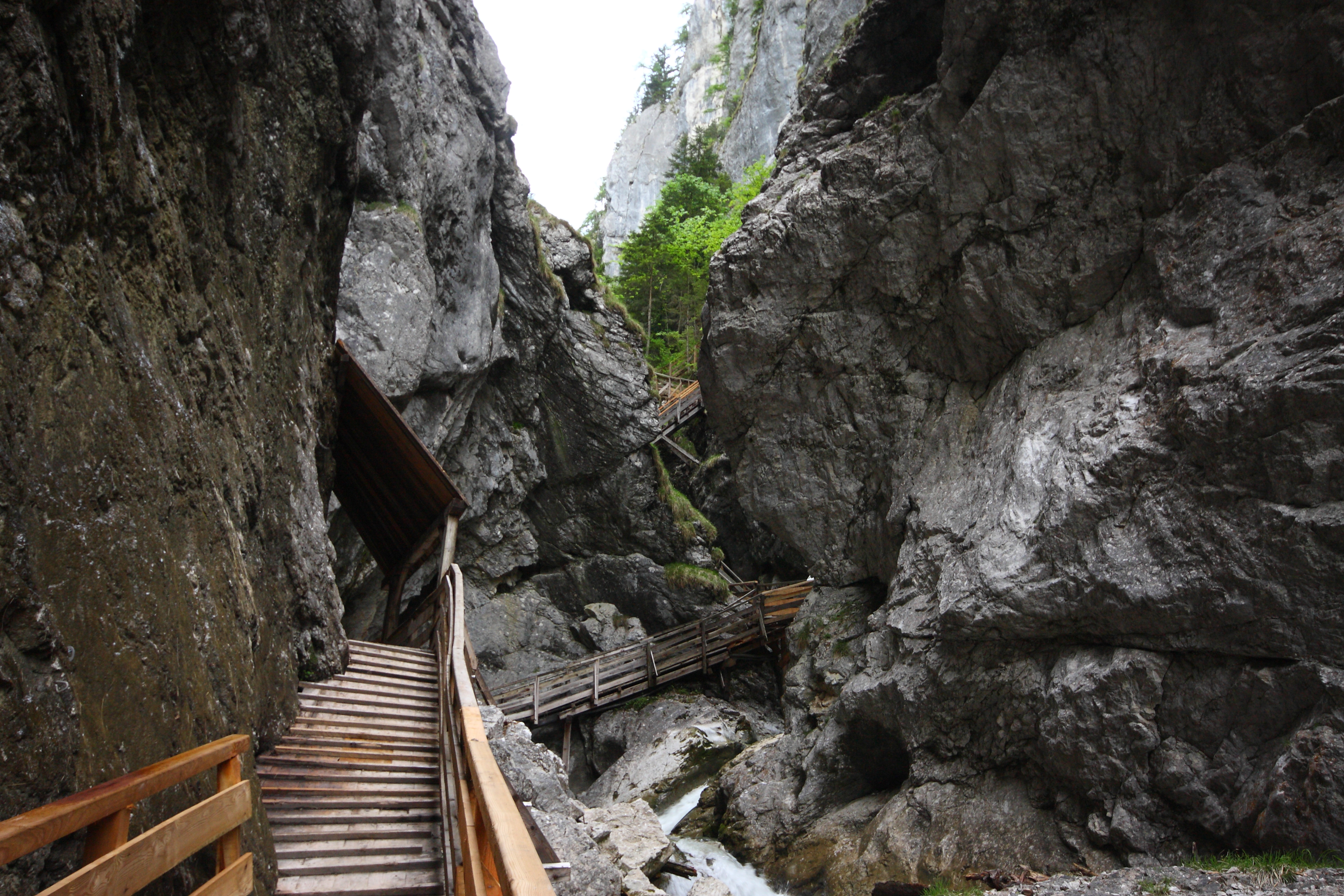
A wörschachi szurdok

Wörschach Felső-Stájerország északnyugati részén fekszik, az Enns bal partján. Déli határát a folyó, az északit a stájer-felső-ausztriai határ alkotja. Területének északi része a Totes-hegység keleti előhegyeire esik. Legmagasabb pontja a 2336 méteres Hochmölbing; egyéb jelentős hegycsúcsok még a Mittermölbing (2318 m), a Kleinmölbing (2160 m) és a Tausing (1822 m). Az önkormányzat egy katasztrális községben két települést egyesít: Maitschern (410 lakos) és Wörschach (724 lakos).
A környező önkormányzatok: keletre Liezen, délkeletre Lassing, délre Aigen im Ennstal, nyugatra Stainach-Pürgg, északra Hinterstoder (Felső-Ausztria).

## Története
Wörschach első említése 1195-ből származik "Werses" formában. Az önkormányzat másik települése, Maitschern valamivel korábban, 1185-ben szerepel az oklevelekben. Ezenkívül 890-ben Arnulf király már engedélyezte, hogy a salzburgi érsek ércbányát nyisson egy bizonyos Gameringbergen, ami feltehetően azonos a mai Gameringstein heggyel, Wörschachtól északkeletre.
Wolkenstein várát valamikor 1099 előtt építtette a hasonló nevű nemzetség, amely Frankóniából költözött Stájerországba. A 13 századra a család elvesztette jelentőségét, 1248-ban még a vár egy részét is át kellett adniuk a salzburgi érseknek. 1449-ben az admonti apátság szerezte meg a wolkensteni uradalmat. A várat 1542-ben a Hofman bárók kapták meg zálogul, akik kibővítették és megerősítették. Miután visszakerült a kolostorhoz, az épület állaga romlásnak indult és a járásbíróságot elköltöztették belőle. 1643-tól a Saurau család kezére kerülve időnként lakatlanná vált. 1750-ben a tetőadó miatt a tetejét leszedték és 1850-ben már csak romként tartották nyilván. Az uradalmat 1830-ban Franz Rossmann vásárolta meg, aki a helyi kénes forrásokra alapozva fürdőt is nyitott Wörschachban. 

## Lakosság
A wörschachi önkormányzat terület 2017 januárjában 1111 fő élt. A lakosságszám 2011-ig gyarapodó tendenciát mutatott és elérte az 1159 főt; azóta némi visszaesés tapasztalható. 2015-ben a helybeliek 95%-a volt osztrák állampolgár; a külföldiek közül 1,4% a régi (2004 előtti), 1,9% az új EU-tagállamokból érkezett. 1,4% a volt Jugoszlávia (Szlovénia és Horvátország nélkül) vagy Törökország, 0,3% egyéb országok polgára. 2001-ben a lakosok 86,8%-a római katolikusnak, 7,5% evangélikusnak, 5,1% pedig felekezet nélkülinek vallotta magát. Ugyanekkor 2 magyar élt a községben.

## Látnivalók
- Wolkenstein várának romjai
- a 2.5 km²-es wörschachi láp a legnagyobb megmaradt mocsár az Enns völgyében. Megtalálható itt az igen ritka haris.
- a wörschachi szurdok
- a Szt. Anna-plébániatemplom

## Fordítás
- Ez a szócikk részben vagy egészben  a   Wörschach című német Wikipédia-szócikk ezen változatának fordításán alapul.  Az eredeti cikk szerkesztőit annak laptörténete sorolja fel. Ez a jelzés csupán a megfogalmazás eredetét és a szerzői jogokat jelzi, nem szolgál a cikkben szereplő információk forrásmegjelöléseként.